# Cybister papuanus
Cybister papuanus är en skalbaggsart som beskrevs av Guignot 1956. Cybister papuanus ingår i släktet Cybister och familjen dykare. Inga underarter finns listade i Catalogue of Life.